# 魏加
魏加（?—?），战国时期赵国人。
天下合纵攻秦。赵国使臣魏加见楚国春申君说：“君手下有将吗？”春申君回答：“有，我想任用临武君为将。”魏加说自己年轻之时喜欢射箭，愿以射箭比喻。从前，更赢与魏王在京台之下，抬头见飞鸟。更赢对魏王说自己能为魏王引弓虚发让鸟掉下来。魏王问然射术可至此吗。更赢说可以。一会，大雁从东方来，更赢以虚发而让大雁掉下来。魏王问原因。更赢说它有隐伤。它飞得慢而鸣叫悲伤。飞得慢，原因是疮痛；鸣叫悲伤，原因是失群已久，故疮未愈，惊心未忘。听到弦音，奋力高飞，于是伤口迸裂而掉下来。现在临武君，与秦国作战屡屡战败，如同惊弓之鸟，不能胜任抗秦的任务。